# John Pepper Clark
John Pepper Clark, även känd som J. P. C. Bekederemo, född 6 april 1935 i Kiagbodo i delstaten Delta, död 13 oktober 2020, var en nigeriansk dramatiker och lyriker. Hans stiliserat poetiska dramer äger rum i ett närmast tidlöst Afrika, till exempel Song of a Goat (1961), The Masquerade (1963), The Raft (1964) och Ozidi (1967). Tre andra skådespel är samlade i The Bikoroa Plays (1985). 1991 kom komedin The Wives' Revolt. Clark gav också ut flera diktsamlingar. Casualties: Poems 1966-68 (1970) har sin utgångspunkt i Biafrakriget. Ett urval dikter finns samlade i A Decade of Tongues (1981).